# Мост Европы (перевал Бреннер)
Мост Европы (перевал Бреннер) (нем. Europabrücke) — виадук через долину реки Силл в Инсбруке, Тироль, Австрия. По мосту проходит автодорога A 13 (часть европейского маршрута Е45), обеспечивающая кратчайшую автотранспортную связь Германии и Австрии с Италией.
Особенностью моста является исключительно большая высота промежуточных опор, достигающая 181 м. На момент открытия это был самый высокий мост в Европе (проезжая часть расположена на уровне 190 м над уровнем реки). 

## История
Решение о строительстве автомагистрали через перевал Бреннер было принято ещё в 1957 году. По первоначальным планам строительство моста не предполагалось. Однако благодаря вмешательству местных жителей, заинтересованных в развитии туризма, планы были пересмотрены.
Трасса пересекает реку Силл на участке с берегами, имеющими очень большую высоту, достигающую почти 200 м. При проектировании этого моста было разработано 12 вариантов с железобетонными и стальными пролетными строениями различных систем. Из стальных мостов конкурентоспособными оказалось шесть вариантов. Арочные мосты оказались наиболее дорогими в связи с значительно большим, чем в других вариантах, средним пролетом. Мосты с пролетными строениями со сквозными фермами оказались несколько дешевле, чем при конструкции со сплошными стенками. Однако по архитектурным соображениям предпочтение было отдано стальной ортотропной конструкции. Проект был разработан фирмами VÖEST (Vereinigte Österreichische Eisen- und Stahlwerke) и Waagner-Biro AG.
Закладка моста состоялась 25 апреля 1959 года. Строительные работы выполняли компании Innerebner & Meyer, Isola & Lerchbaumer, Universale Hoch, Voest Alpine MCE, Waagner-Biro AG.
На заводе стальная конструкция пролетного строения изготавливалась элементами высотой до 4,0 м; на строительной площадке моста осуществлялась укрупнительная сборка; монтаж основных несущих конструкций — главных балок — производился секциями длиной до 9 м и весом до 20 т. Примененный навесной способ монтажа, который велся с двух сторон, оказался весьма эффективным, при общем на весь мост весе стальных конструкций около 5000 т монтаж их был произведен за один год. Прогиб консоли при навесном монтаже среднего пролета 198 м составил 1,4 м. 
Во время строительства виадука погибло 22 человека, в том числе 3 инженера. Часовня, спроектированная Х. Праченски, была построена на холме с западной стороны моста, чтобы почтить память погибших.
Торжественное открытие моста состоялось 17 ноября  1963 года в присутствии бундесканцлера Альфонса Горбаха. Общая стоимость строительства составила 196,6 млн. шиллингов.
В 1984 году ширина моста была увеличена на 1,2 м с каждой стороны и составила 24,6 м.

## Конструкция
Общая длина моста составляет 815 м, из которых 120 м — подходная эстакада с железобетонными пролетными строениями 27,0 + 2 х 33,0 + 27,0 м. Основная конструкция моста представляет собой шестипролетную неразрезную балку с пролетами 81,0 + 108,0 + 198,0 + 108,0 + 2 х 81,0 м
. Первоначально общая ширина моста составляла 22,2 м, после расширения — 24,6 м. 
В поперечном сечении конструкция представляет собой замкнутую коробку высотой в среднем пролете 7,7 м с уменьшением к концам моста до 4,7 м. Ширина коробки 10,0 м. Значительная часть проезда и тротуары расположены на консолях, вылет которых достигает 7,3 м (6,1 м до расширения). Продольный уклон моста 4,05% по всей длине в направлении Инсбрука.
Верхний пояс коробки — ортотропная плита из листа толщиной от 10 до 18 мм, продольных ребер с расстоянием между осями 0,37 м и поперечных балок, расположенных на расстоянии 1,5 м друг от друга. Нижний пояс состоит из листа толщиной от 10 до 30 мм, усиленного продольными ребрами, установленными на расстоянии 0,44 м друг от друга, и поперечными ребрами, которые расположены через каждые 3,0 м. Вертикальные стенки коробки состоят из листов толщиной от 12 до 15 мм. Для обеспечения местной устойчивости с внутренней стороны стенки установлены горизонтальные ребра жесткости с переменным расстоянием между ними от 0,5 до 1,5 м и через каждые 3 м — вертикальные ребра жесткости. Неизменяемость формы коробки обеспечивается рамами, создаваемыми через каждые 3 м вертикальными ребрами жесткости и поперечными ребрами поясов; кроме того, через каждые 9 м эти рамы усиливаются постановкой раскосов. Торцы ребер, поддерживающих консольный вынос настила, с фасада закрыты накладным элементом в виде сплошной горизонтальной полосы, подчеркивающей линию проезжей части. 
Для стальных конструкций пролётного строения были использованы следующие материалы: St37 — для элементов, имеющих незначительные по величине напряжения, St44 — для элементов с повышенными напряжениями и сталь Alfort с пределом текучести, несколько превосходящим предел текучести St52, обладающая лучшей свариваемостью — для основных наиболее загруженных элементов.
На момент окончания строительства одна из опор высотой 146,5 м являлась самой высокой в мире. Основание опор в склоне горы доведено до прочной скалы путем различных способов (опускных колодцев, столбов и открытых котлованов). Опоры (в поперечном сечении) представляют собой железобетонные трехсекционные тонкостенные коробки, скрепленные по высоте горизонтальными жесткими рамами на расстоянии 20 см. Размер опор по фасаду изменяется по высоте от 12 до 5 м и по ширине моста от 23 до 16 м. Толщина железобетонных стенок составляет от 55 до 35 см, при этом две внутренние стенки имеют одинаковую толщину 45 см. Лицевые поверхности опор облицованы светло-серым камнем. Опоры не имеют традиционных оголовков.
Мост спроектирован с учетом 8-балльной сейсмичности. Неразрезное стальное пролетное строение подвижно опирается на промежуточные опоры. Продольные горизонтальные силы передаются на оба устоя через домкратные конструкции, объединенные маслопроводной системой. 
Мост предназначен для движения автотранспорта и пешеходов. Проезжая часть включает в себя 6 полос для движения автотранспорта (по три полосы движения для каждого направления движения). Тротуары расположены сбоку и отделены от проезжей части металлическим барьерным ограждением. На мосту установлено высокое металлическое перильное ограждение. 
На западной оконечности моста построена часовня и установлена памятная доска, посвященная истории строительства моста. 

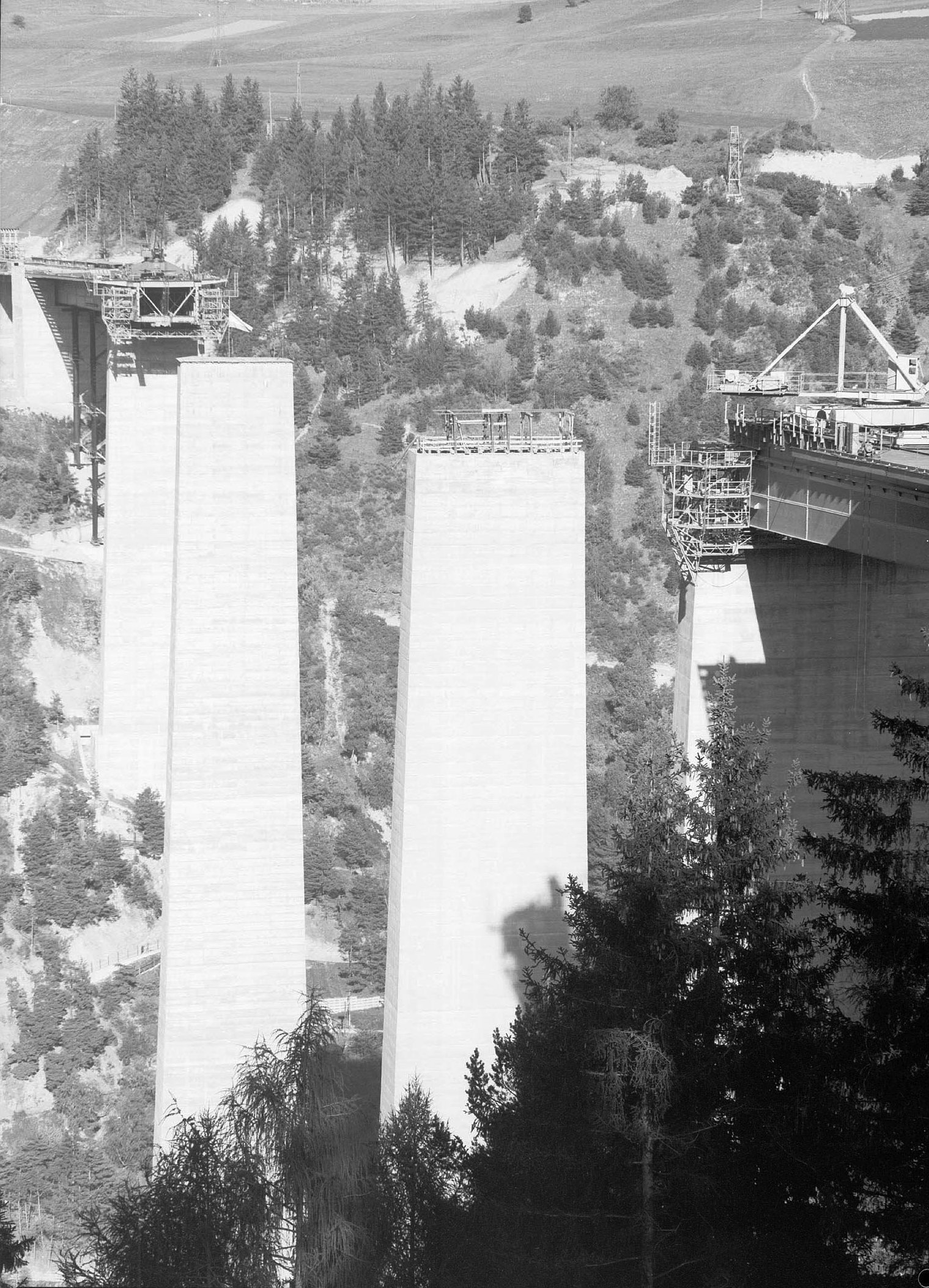
Строительство моста, 1962 год
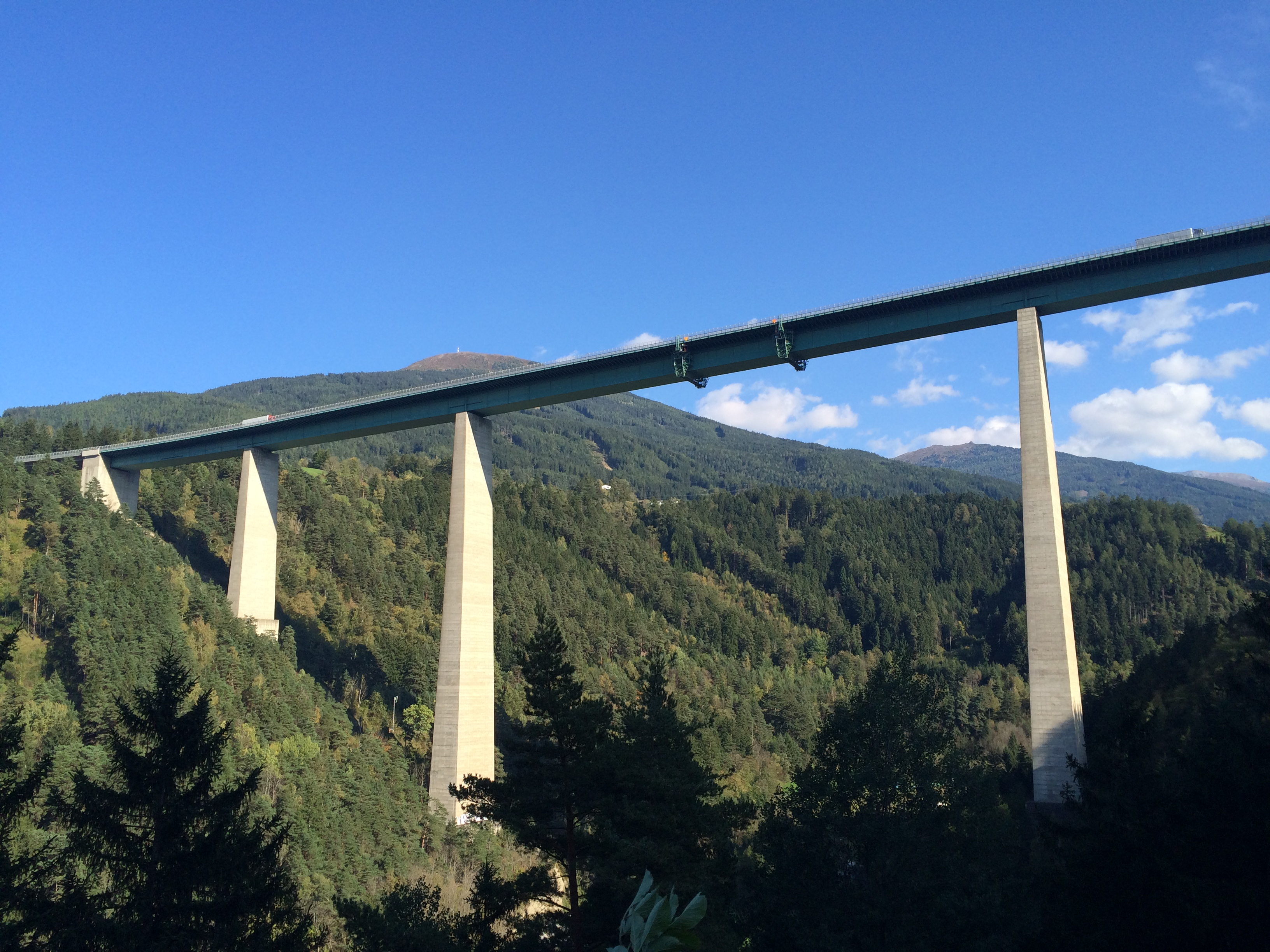
Общий вид моста
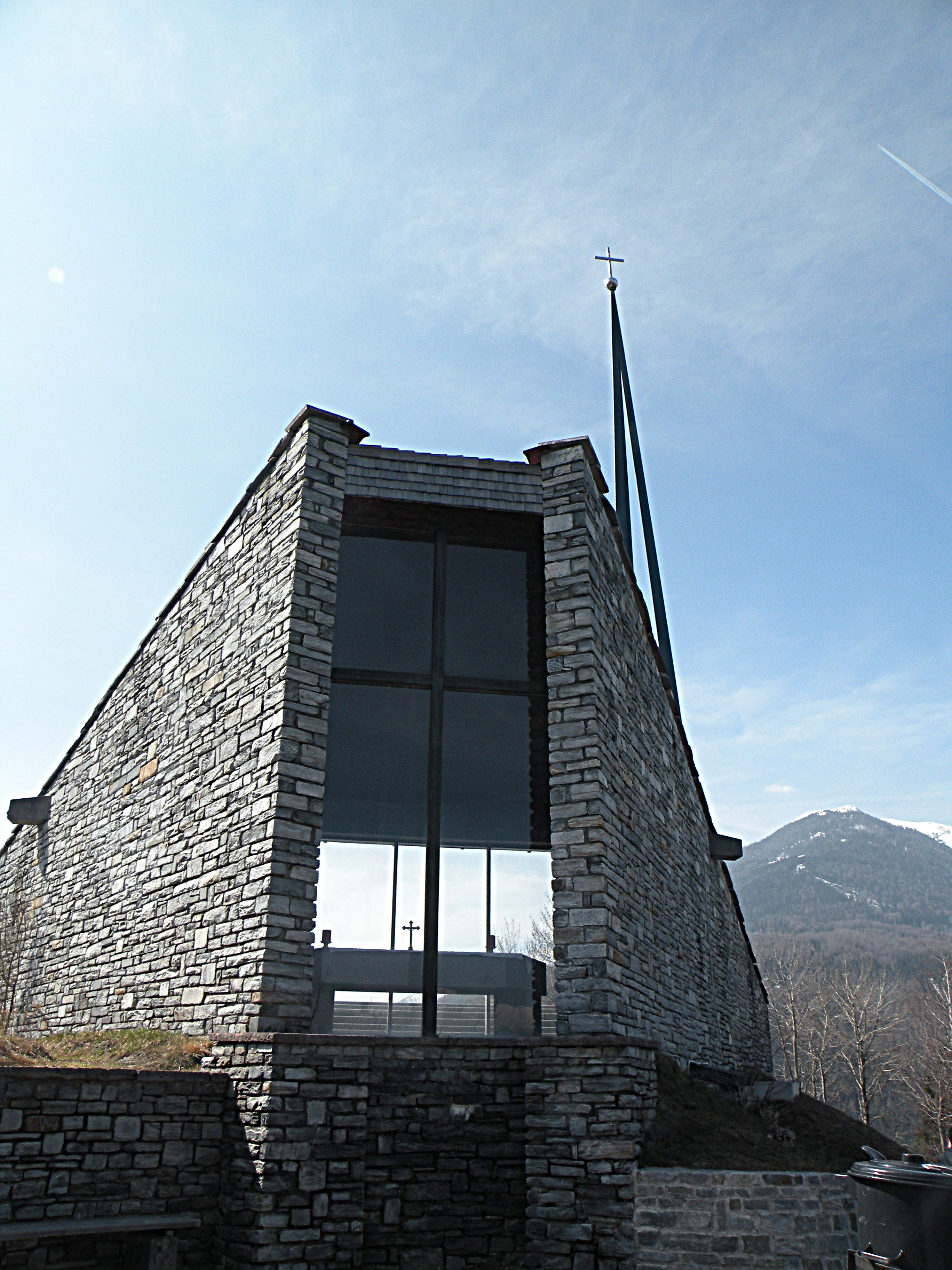
Часовня
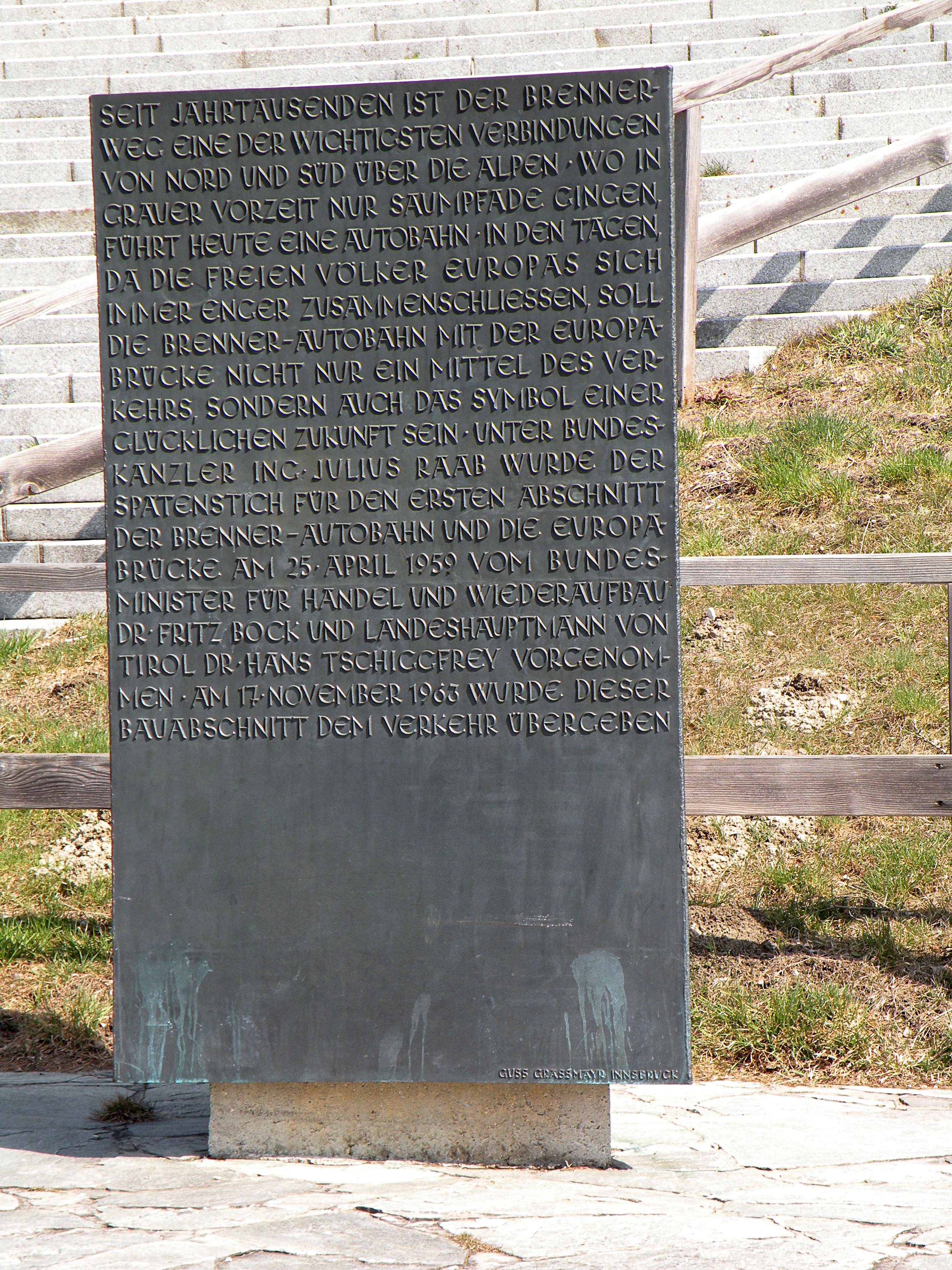
Памятная доска